# Wurmbea pusilla
Wurmbea pusilla är en tidlöseväxtart som beskrevs av Edwin Percy Phillips. Wurmbea pusilla ingår i släktet Wurmbea och familjen tidlöseväxter. Inga underarter finns listade i Catalogue of Life.